# Ogród Zoologiczny w Heidelbergu
Ogród Zoologiczny w Heidelbergu (niem. Zoo Heidelberg) – otwarty 20 listopada 1934 r. ogród zoologiczny i jedna z największych atrakcji miasta położona poza jego historycznym centrum, na terenie osiedla Neuenheim.
Ogród powstał z inicjatywy ornitologa prof. Otto Fehringera i chemika oraz noblisty  prof. Carla Boscha w 1934 r. Ogród stopniowo rozwijał się i przekształcał w kierunku nowoczesnego centrum edukacji i ochrony zwierząt. Od 1998 r. kierownikiem ogrodu został dr Klaus Wünnemann. Zoo jest członkiem stowarzyszenia Europejskiego Stowarzyszenia Ogrodów Zoologicznych i Akwariów (EAZA). Ogród prowadzi też projekty ochrony zwierząt in situ w Urugwaju, na Madagaskarze i Filipinach.
Pod koniec 2012 r. na obszarze 10,2 ha żyły 1443 zwierzęta z 174 gatunków z całego świata. Największą grupą są ptaki, których jest 60 gatunków i 544 osobniki.